# Soumia Malinbaum
Soumia Belaidi Malinbaum est une femme d'affaires française née le 8 avril 1962 à Saint-Quentin (Aisne).

## Biographie
Française d'origine algérienne, Soumia Belaidi Malinbaum, a accompli l'essentiel de sa carrière dans le secteur des technologies de l'information et de la communication, en tant que créatrice et dirigeante de PME. Elle s'est engagée, dès son entrée dans la vie professionnelle, dans la promotion et le management de la diversité dans l'entreprise. Elle est l'une des sœurs de la réalisatrice et femme politique Yamina Benguigui.
En septembre 2008, elle a été reçue au grade de chevalier dans l'ordre national de la Légion d'honneur.
Présidente de l'AFMD (Association française des managers de la diversité), Soumia Belaidi Malinbaum est également membre du MEDEF et elle siège au conseil d'administration de l'université Paris-Dauphine. 

## Parcours
- 1984 : diplômée d'une maîtrise de droit de la faculté d'Assas, elle entre chez IBL (International Brokerage Leasing) comme account manager.
- 1987 : intègre HTI (Hommes et techniques de l'informatique) comme directrice commerciale France.
- 1991 : fonde Specimen, une société d'ingénierie et de conseil dans les NTIC qu'elle préside jusqu'en 2006. Elle crée parallèlement SOS docteur Micro à domicile.
- 2006 : rejoint Keyrus comme directrice associée dans le cadre d'une acquisition de Specimen. Elle prend la tête du département ressources humaines du groupe puis du Business Development promue VP en 2008 (1 500 collaborateurs dans 9 pays, leader dans le domaine du Conseil et Integration Business Intelligence).